# Cái trống thiếc (phim)
Cái trống thiếc (tiếng Đức: Die Blechtrommel), là bộ phim hợp tác của điện ảnh Tây Đức, Nam Tư, Ba Lan và Pháp, do Volker Schlöndorff đạo diễn, hoàn thiện năm 1979. Bộ phim dựa theo tiểu thuyết rất nổi tiếng cùng tên của nhà văn Günter Grass.

## Nội dung
Bộ phim kể về cậu bé oskar sống qua thời kì chiến tranh đến khi hòa bình của nước Đức.Dưới cái xã hội đầy khắc nghiệt ấy,chỉ bằng ý chí cậu đã làm cho cơ thể mình mãi mãi không thể lớn và mãi ở cái kích thước 94 cm.Sống dưới vỏ bọc của một cậu bé cho đến khi trở thành người lớn về mặt suy nghĩ(bởi cậu luôn ở hình dạng một cậu bé) cậu chua chát nhận ra rất nhiều điều về cuộc sống này.

## Diễn viên
- Mario Adorf—Alfred Matzerath
- Angela Winkler—Agnes Matzerath
- Katharina Thalbach—Maria Matzerath
- David Bennent—Oskar Matzerath
- Daniel Olbrychski—Jan Bronski
- Tina Engel—Anna Koljaiczek (young)
- Berta Drews—Anna Koljaiczek (old)
- Charles Aznavour—Sigismund Markus
- Roland Teubner—Joseph Koljaiczek
- Tadeusz Kunikowski—Uncle Vinzenz
- Andréa Ferréol—Lina Greff
- Heinz Bennent—Greff
- Ilse Pagé—Gretchen Scheffler
- Werner Rehm—Scheffler
- Käte Jaenicke—Mother Truczinski
- Helmut Brasch—Old Heilandt

## Vinh danh
Phim đoạt giải Oscar phim ngoại ngữ hay nhất và giải Cành cọ vàng tại Liên hoan phim Cannes năm 1979. Ngoài ra phim giành giải phim hay nhất của Đức, giải Bodil cho phim hay nhất châu Âu, Giải thưởng Hiệp hội phê bình phim Los Angeles năm 1980,... đề cử giải César phim ngoại ngữ hay nhất.